# (293) Brasilia
(293) Brasilia ist ein Asteroid des äußeren Hauptgürtels, der am 20. Mai 1890 vom französischen Astronomen Auguste Charlois am Observatoire de Nice entdeckt wurde.
Der Asteroid ist benannt nach dem südamerikanischen Land Brasilien. Peter II. (1825–1891), ehemaliger Kaiser von Brasilien, der sich nach dem Militärputsch von 1889 nach Frankreich zurückgezogen hatte, könnte die Namensgebung veranlasst haben. Er war als begeisterter Förderer der Astronomie bekannt und war auch Bewunderer und Freund des französischen Astronomen und Schriftstellers Camille Flammarion, der ihn zu sich einlud.

## Wissenschaftliche Auswertung
Aus Ergebnissen der IRAS Minor Planet Survey (IMPS) wurden 1992 Angaben zu Durchmesser und Albedo für zahlreiche Asteroiden abgeleitet, darunter auch (293) Brasilia, für die damals Werte von 51,1 km bzw. 0,06 erhalten wurden. Eine Auswertung von Beobachtungen durch das Projekt NEOWISE im nahen Infrarot führte 2011 zu vorläufigen Werten für den Durchmesser und die Albedo im sichtbaren Bereich von 57,9 km bzw. 0,03. Nach neuen Messungen mit NEOWISE wurden die Werte 2014 auf 57,5 km bzw. 0,06 korrigiert. Nach der Reaktivierung von NEOWISE im Jahr 2013 und Registrierung neuer Daten wurden die Werte 2015 zunächst mit 49,0 oder 57,7 km bzw. 0,05 oder 0,04 angegeben und dann 2016 korrigiert zu 46,6 km bzw. 0,05, diese Angaben beinhalten aber alle hohe Unsicherheiten.
Eine spektroskopische Untersuchung von 820 Asteroiden zwischen November 1996 und September 2001 am La-Silla-Observatorium in Chile ergab für (293) Brasilia eine taxonomische Klassifizierung als Caa- bzw. Ch-Typ.
Photometrische Messungen des Asteroiden fanden erstmals statt am 18. April und vom 11. bis 13. Juni 2006 am Leura Observatory in Australien. Aus der aufgezeichneten Lichtkurve wurde eine Rotationsperiode von 8,173 h abgeleitet. Zur gleichen Zeit stattfindende Beobachtungen vom 18. April bis 1. Mai 2006 am Santana Observatory und an der Goat Mountain Astronomical Research Station (GMARS), beide in Kalifornien, ergaben ebenfalls eine Periode von 8,17 h.
Die Auswertung von 4 vorliegenden Lichtkurven und weiteren Daten der Lowell Photometric Database führte in einer Untersuchung von 2016 erstmals zur Erstellung eines dreidimensionalen Gestaltmodells des Asteroiden für zwei alternative Positionen der Rotationsachse mit retrograder Rotation und einer Periode von 8,17410 h. Neue photometrische Beobachtungen während fünf Nächten vom 8. November bis 4. Dezember 2018 am Organ Mesa Observatory in New Mexico wurden wieder zu einer Rotationsperiode von 8,173 h ausgewertet.
Im Jahr 2021 wurde aus archivierten Daten und photometrischen Messungen von Gaia DR2 erneut eine Rotationsachse mit retrograder Rotation berechnet. Die Rotationsperiode wurde dabei zu 8,17409 h bestimmt. Aus archivierten Daten des Asteroid Terrestrial-impact Last Alert System (ATLAS) aus dem Zeitraum 2015 bis 2018 konnte in einer Untersuchung von 2022 mit der Methode der konvexen Inversion eine Rotationsperiode von 8,1725 h bestimmt werden.

## Brasilia-Familie
(293) Brasilia ist das größte Mitglied einer Asteroidenfamilie mit ähnlichen Bahneigenschaften, wie eine Große Halbachse von 2,83–2,90 AE, eine Exzentrizität von 0,11–0,14 und eine Bahnneigung von 14,6°–15,5°. Taxonomisch handelt es sich um Asteroiden der Spektralklassen C und X, die mittlere Albedo liegt bei 0,17. Die Brasilia-Familie umfasste im Jahr 2019 über 1400 bekannte Mitglieder, ihr Alter wurde auf 143 ± 56 Mio. Jahre geschätzt.